# Hanna Pfeil

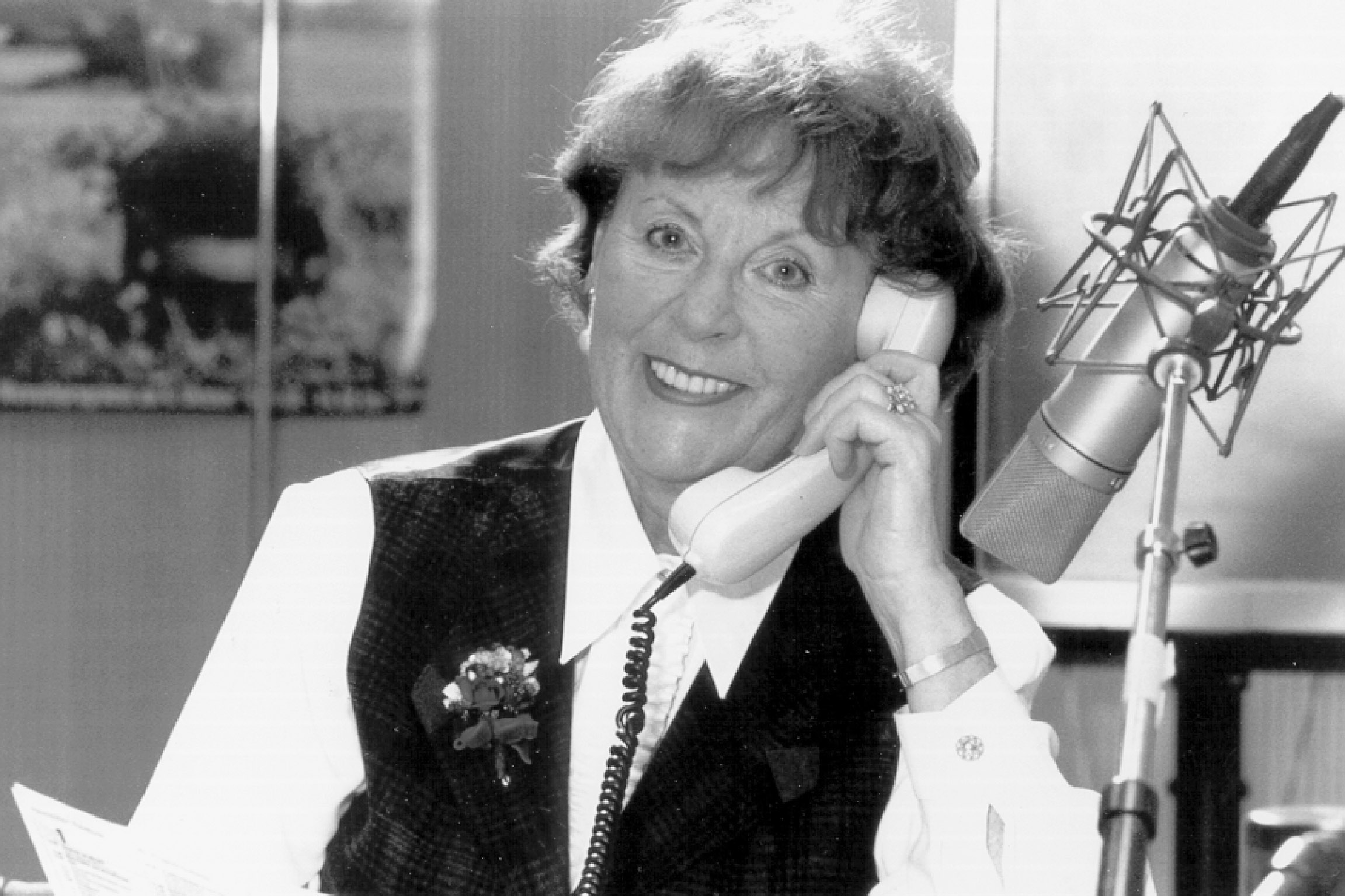
Hanna Pfeil

Hanna Pfeil (* 16. Juni 1925 in Köln; † 18. November 2022 in Frankfurt am Main) war eine deutsche Hörfunkmoderatorin, die von 1955 bis 2003 vor allem für den Hessischen Rundfunk tätig war. Neben der Verkehrsfunk-Sendung „Eile mit Weile“ moderierte sie beliebte Sendungen wie „Dein ist mein ganzes Herz“, „Schlagerlotto“, „Allein gegen Alle“, „Postkarte genügt“ und ab 1979 „Vergnügt ins Wochenende“ (hr3). Nach ihrem offiziellen Ruhestand moderierte sie noch bis 2003 gelegentlich die hr4-Sendung „Wünsch dir was“.

## Leben
Hanna Pfeil wurde am 16. Juni 1925 in Köln-Deutz geboren. 1931 siedelte die Familie nach Leipzig um, wo sie die Grundschule besuchte. 1938 erfolgte der Umzug nach Frankfurt am Main, wo sie ihre schulische Ausbildung an der Holzhausenschule fortsetzte. Anfang der 1940er Jahre zog die Familie zurück nach Leipzig, dort legte Hanna Pfeil das „Kriegsabitur“ ab. Eigentlich wollte sie Schauspielerin werden, doch ihr Vater bestand auf einer Dolmetscher-Ausbildung, die sie auch erfolgreich absolvierte. Sie gewann einen Nachwuchs-Moderatorenwettbewerb und arbeitete ab 1950 als Sprecherin und Reporterin beim damaligen Mitteldeutschen Rundfunk in Leipzig.
Während eines Aufenthaltes in der Bundesrepublik im Jahr 1955 wirkte sie bei einer Fernsehproduktion des Hessischen Rundfunks in Frankfurt mit. Nach ihrer Rückkehr in die DDR wurde sie von einer Freundin gewarnt, dass sie beim Betreten des Funkhauses in Leipzig verhaftet werden solle. Daraufhin reiste sie sofort zurück nach Frankfurt. Ihre Eltern sollten ihr in den 1970er Jahren nachfolgen.
Als „Fräulein Pfeil“ wurde sie beim Hessischen Rundfunk schnell bekannt und beliebt beim Publikum, aufgrund „ihres Charmes und ihrer Kultiviertheit“, konnte sie  „den ebenso legendären Programmdirektor Hans-Otto Grünefeldt als Fürsprecher“ gewinnen. Die erste von ihr moderierte Sendung hieß „Lieblingsmelodien unserer Hörer“. Ab 1959 war sie regelmäßig gemeinsam mit dem 1994 verstorbenen Hans-Joachim Sobottka im beliebten hr1-Verkehrsmagazin „Eile mit Weile“ zu hören.
Nach rund zwei Jahrzehnten und mehr als tausend Sendungen setzte das „hr-Traumpaar“ (Frankfurter Neue Presse, 1986) die erfolgreiche Zusammenarbeit ab 1979 im damals noch jungen Programm hr3 mit der Sendung „Vergnügt ins Wochenende“ fort. Ab 1984 war Hanna Pfeil zudem – im Wechsel mit Elmar Gunsch – in der Sendung „Dein ist mein ganzes Herz“ zu hören. Außerdem moderierte sie beliebte langjährige Sendungen wie „Schlagerlotto“, „Allein gegen Alle“ und „Postkarte genügt“.
1985 ging Hanna Pfeil zwar offiziell in den Ruhestand, moderierte danach aber immer wieder noch bis 2003 die hr4-Sendung „Wünsch Dir was“. Für „hervorragende publizistische Leistungen zur Förderung der Sicherheit im Straßenverkehr“ wurden Hanna Pfeil und Hans-Joachim Sobottka mehrfach ausgezeichnet, unter anderem mit dem Team-Preis der Christophorus-Stiftung.